# Champ (cinéma)
Pour les articles homonymes, voir Champ.
Au moment où l’on tourne chaque plan d’un film, de fiction ou documentaire, le champ de la caméra est la portion d’espace, à la fois en largeur, en hauteur et en profondeur, qui va être enregistrée sur la pellicule. Ce champ peut être invariable, s’il s’agit d’un plan fixe, ou variable, s’il s’agit d’un plan où la caméra effectue un mouvement (panoramique et/ou travelling) et/ou un zoom. Le champ définit ainsi une zone en trois dimensions dans laquelle peuvent évoluer les comédiens lors du tournage du plan. Avant tournage, le champ d'un plan est exploré par tous les techniciens concernés, qui complètent ou modifient la décoration, les accessoires, les éclairages, la position des micros, et qui évacuent tout objet ou tout être humain étranger à la scène.

## Hors-champ
A contrario, le hors-champ d'un plan est la portion d’espace autour de la caméra, qui ne sera jamais enregistrée sur la pellicule lors du tournage de ce plan. De même que le champ, le hors-champ est invariable ou variable selon le plan (plan fixe ou plan en mouvement).

## Champ/contrechamp
Le champ/contrechamp est une technique (et une esthétique) de prises de vues dans les films de cinéma et téléfilms, qui consiste à filmer une scène sous un angle donné, puis à filmer la même scène sous un angle opposé, à 180° du premier, ou selon une symétrie axiale ou une symétrie par rapport à un point, ou alors de filmer séparément deux actions qui, dans la réalité, se confrontent (face à face de deux armées, ou match de tennis). Dans l’opération du montage, les deux prises de vues, champ et contrechamp, offrent un vaste choix de solutions de continuité de la scène. Les deux plans peuvent en effet être morcelés et assemblés selon les désirs du réalisateur ou les nécessités dramatiques du récit,.